# Cantonul Issoudun-Nord
Cantonul Issoudun-Nord este un canton din arondismentul Issoudun, departamentul Indre, regiunea Centru, Franța.

## Comune
- Les Bordes
- La Champenoise
- Diou
- Issoudun (parțial, reședință)
- Lizeray
- Migny
- Paudy
- Reuilly
- Saint-Aoustrille
- Sainte-Lizaigne
- Saint-Georges-sur-Arnon
- Saint-Valentin